# 신평로 (당진시)
신평로(Sinpyeong-ro)는 충청남도 당진시 우강면 동촌사거리에서 당진시 송악읍를 잇는 도로이다.

## 주요 경유지
충청남도
- 당진시 (우강면 - 신평면 - 송악읍)

## 노선
| 이름            | 접속 노선                  | 소재지         | 소재지         | 비고           |
| 평야2로와 직결  | 평야2로와 직결             | 평야2로와 직결 | 평야2로와 직결 | 평야2로와 직결 |
| --------------- | -------------------------- | -------------- | -------------- | -------------- |
| 동촌삼거리      | 평야2로                    | 당진시         | 우강면         |                |
| 남원포교        |                            | 당진시         | 우강면         |                |
|                 | 신평면                     | 당진시         |                |                |
| 신흥1 교차로    | 원신당로                   | 당진시         |                |                |
| 신흥육교        |                            | 당진시         |                |                |
| 신흥농협 오거리 | 신평길                     | 당진시         |                |                |
| 초대교          |                            | 당진시         |                |                |
| 중흥사거리      | 지방도 제619호선 (중흥1길) | 당진시         | 송악읍         |                |
| (이름없음)      | 송악로                     | 당진시         | 송악읍         |                |

## 주요 시설및 건물
- GS25 신평리가점 (신평로 792/금천리 1642)
- 농협 신평농협 하나로마트 (신평로 799/금천리 345-8)
- 신평면 행정복지센터 (신평로 834/금천리 458)
- 신평보건지소 (신평로 834/금천리 458)
- 신평우체국 (신평로 837/금천리 388)
- 신평파출소 (신평로 840/금천리 404)
- S-OIL 데일리오일 주유소 (신평로 946/금천리 1059)
- 전대초등학교 (신평로 1185/전대리 791-23)
- 구마을회관 (신평로 1263/전대리 642-17)
- 이마트24 당진보람점 (신평로 1469/중흥리 886)